# Чиндыков, Борис Борисович
Борис Борисович Чиндыков (род. 1 августа 1960, с. Балдаево, Чувашская АССР) — чувашский драматург, прозаик, поэт, публицист, переводчик.
С 1990 года в СП СССР. В 1993 году за пьесу «Ежевика вдоль плетня» (чув. Ҫатан карта ҫинчи хура хӑмла ҫырли) удостоен Государственной премии Чувашской республики в области литературы и искусства

## Биография, творчество
Родился 1 августа 1960 г. в селе Балдаево (чув. Палтай) Ядринского района Чувашской республики.
В 1984 году окончил в Москве Литературный институт имени А. М. Горького.
В 1985-1988 гг. — литературный консультант Союза писателей Чувашской республики, одновременно заведующий отделом литературной критики и публицистики журнала «Тӑван Атӑл)». В 1994—1997 гг. главный редактор журнала «Лик Чувашии».
Выпускал газеты «Аван-и» (1990—1993 гг.) и «Реклама и объявления» (1992—1993, ныне «Почтовый экспресс», Чебоксары).
В 1996—2007 гг. в Москве работал в турецких турфирмах переводчиком, рекламным менеджером и директором.
В марте-октябре 2009 года трудился главным редактором газеты «Тӑван ен»/ Родной край, издание «ТЕ» из районной газеты поднял до республиканской «Шупашкар ен хаҫачӗ»/Газета Чебоксарского края, начал выпускать приложение к основному изданию — «Причебоксарье» (на русском языке).
Переводил разных авторов с чувашского и турецкого на русский, также с английского, русского, турецкого языков на чувашский.
Является составителем антологии чувашского рассказа в 2-х томах на русском языке: в 1-м томе «Дети леса» собраны рассказы чувашских писателей в переводе на русский, во 2-м томе «Родные берега» — рассказы русскоязычных авторов Чувашии, а также писателей чувашского происхождения из других регионов (2016).

## Произведения

### Книги
- «Чӳк уйӑхӗ» («Ноябрь» рассказы, 1987);
- «Ҫурҫӗр хыҫҫӑнхи апатлану» («Ужин после полуночи», драма, 1992);
- «Урасмет» (трагедия, 1993);
- «Ҫатан карта ҫинчи хура хӑмла ҫырли» («Ежевика вдоль плетня»; пьеса, 1995);
- «Хура чӗкеҫ» («Чёрная ласточка» монодрама, 2003);
- «Шведский стол» (драма, 2003);
- «Тухса кайиччен» (Перед уходом; рассказы, повести и пьесы, 2009)

### Драматургия
- «Алӑксем умӗнче» (драма, 1995);
- «Ҫӗр хӑйӑрӗн тусанӗ» (Песочная пыль, пьеса, 1981);
- «Хупланнӑ тӗкӗрсем» (драма, 1997);
- «Урасмет» (трагедия)
- «Масаркасси ясарӗн ҫитмӗл ҫиччӗмӗш матки» (Семьдесят седьмая жена распутника из Масаркасси, песенно-танцевальный стриптиз-фарс)
- «Сарӑ хӗр Нарспи» (либретто к мюзиклу)

### Рассказы
- «Ӑҫта каян, чӗкеҫ…» (Куда летишь, ласточка)
- «Hotel Chuvashia»
- «Нараста», 1990;
- «Пуҫӑм ыратать», (Головушка болит, 1988);
- «Бобби», 1988;
- «Тухса кайиччен» (Перед уходом, 1988);
- «Хутлӑ канфет» (Конфеты в обёртке, 1988);
- «Йӗпхӳ» (Изморось);
- «Элчел: love story» (калав, 1982);
- «Кӗлчечек» (в русском переводе — Розы для Ромео, 1983)

### Публицистика
- «Уроки чувашского» (1984, «Молодой коммунист»)
- «Малалла каяс тесен…» Если двигаться вперёд (1988, «Таван Атал»)
- «Двуязычие как оно есть: взгляд с чувашской колокольни» (1988, «Радуга/Vikerkaar», Таллин)
- «Хушшӑмӑрти чикӗсем ҫинчен» (О границах, которые нас разделяют 1989, «Паянтан».
- «Двуязычие и национальный вопрос» (1989, «Советская Чувашия»)
- «Хроника одного года. Репортаж из 37-го года» (1988, «Молодой коммунист»)
- «Чӑваш поп-музыкин историйӗ: умтапхӑр» (История чувашской поп-музыки: предыстория, 1990)
- «Выпала… Никто не заметил?» (2003, «Республика»)
- «Время и пространство ЧНК» (2005, www.forum.msk.ru)
- «Инсульт российской демократии, или зачем Кремлю переназначать Федорова президентом Чувашии?» (2005, www.forum.msk.ru)

### Переводы на чувашский
- Ф. М. Достоевский : «Марей мушик».(«Мужик Марей», рассказ)
- Оскар Уайльд: «Тӗлӗнтермӗш юмахсем» (Fairy Tales)
- Анатолий Рыбаков, роман «Арбат ачисем» («Дети Арбата» роман)
- Nazım Hikmet / Назым Хикмет: Стихи.
- Özdemir İnce / Эстимир Инче. Стихи
- Оярс Вациетис: «Ҫулпуҫӑмӑра чӗртсе тӑратни» «Возрождение вождя» (поэма)
- Муххаммад Салих: Стихи.
- Эка Бакрадзе: Стихи.
- Рей Бредбери: «Ракета» (рассказ)
- Юрга Иванаускайте: «Лантӑш ҫулӗ» калав («Год ландышей» рассказ)
- Петр Железнов: «Классикӑлла музыкӑна юратни» («Любовь к классической музыке», рассказ)

### Переводы с чувашского на русский
- повесть Юрия Скворцова: «Береза Угахви»
- роман Хветӗр Уяр: «Поздний дождь»
- повесть Александра Артемьева: «Угар».

### Тексты эстрадных песен
- «Пӗчӗк тӑлӑх хӗрачам» (Маленькая сиротинушка)
- «Пӗчӗк калаҫу» (Короткий разговор)
- «Пукане» (Кукла)
- «Йӑнӑш ӑнлантӑн» (Неверно понял)
- «Эпӗ шутланӑччӗ» (Я предполагал)
- «Амӑшӗсем» (Наши матери)

## На русском языке
- «Ежевика вдоль плетня», драма, 1994;
- «Ужин после полуночи», драма, 1992)
- «Шведский стол», пьеса, 1996);
- «Царский сад», пьеса для детей, 1996);
- «Рассказы», 1997);
- «Возвращение хана», рассказ, 2000).